# Oritavancine
L'oritavancine est un antibiotique de type glycopeptide, ciblant essentiellement les bactéries Gram positif, en cours de développement. 

## Spectre
Elle est active sur le staphylococcus aureus résistant à la méticilline ou à la Vancomycine, sur les entérocoques, qu'ils soient sensibles ou résistants à la vancomycine. et sur les streptocoques.

## Mode d'action
Elle fragilise la paroi bactérienne, entraînant sa rupture et la mort de la bactérie. Elle inhibe également la transglycosylation et la transpeptisation bactérienne.

## Pharmacocinétique
Sa demi-vie dépasse dix jours, permettant théoriquement des traitements en prise unique,. Les doses nécessitent une adaptation chez les patients en surpoids.
La molécule ne semble pas dialysable.

## Évaluation
Dans les infections cutanées à bacilles Gram positif, l'oritavancine, donnée en une dose unique, est au moins équivalente à la vancomycine donnée de manière journalière. 